# Метропольный университет (Прага)

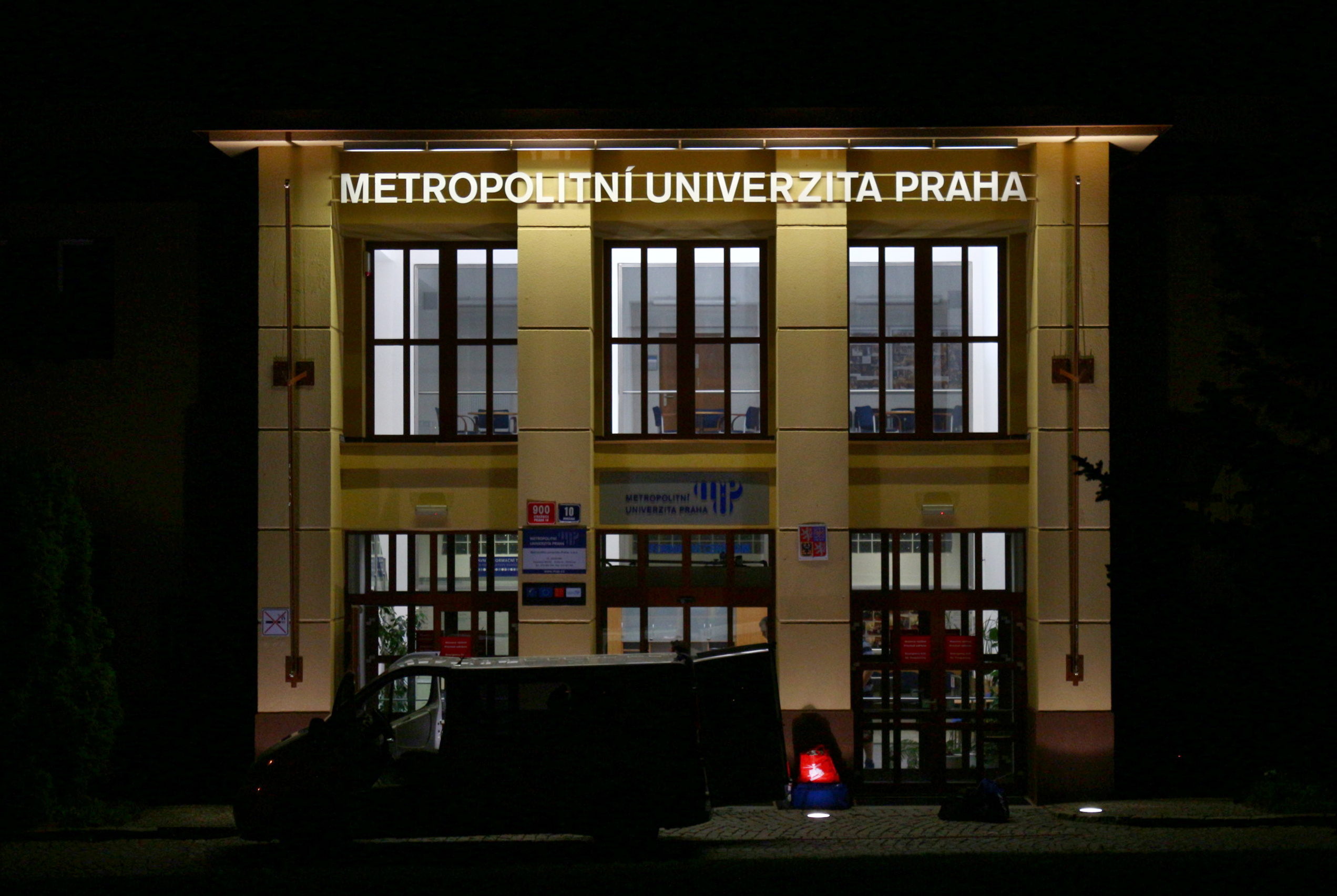
Метропольный университет Праги

Метропольный университет Праги (чеш. Metropolitní univerzita)
Институт общественных и международных отношений (Metropolitní univerzita Praha) был открыт в 1999 году. Аккредитованная учебная программа «Международные и общественные отношения», которую предлагает Институт, была разработана специалистами в области теории и практики, и исходит из актуальных проблем членства Чешской республики в Евросоюзе. На начало учебного года 2014/2015 университет насчитывает 6000 студентов.
Своей основной миссией университет считает всестороннее исследование реальных международных процессов, механизмов функционирования рыночных экономик и особенностей политических систем все стран мира. В университете накоплен значительный опыт анализа мировой экономики и международных отношений. В фокусе внимания преподавательского состава: экономистов и политологов университета были и остаются вопросы, связанные с тенденциями глобализации, новыми вызовами международной безопасности, качественными изменениями в экономической и политической системах общества. Университет имеет государственную лицензию и государственную аккредитацию. После окончания студенты получают государственный дипломы. Университет имеет три здания в Праге, где проходят лекции и семинары, а также филиалы в трех чешских городах: Плзни, Либерце и Градце Кралове.
Обучение проходит по следующим программам:
- Международные отношения и страноведение европейского региона,
- International Relations and European Studies,
- Промышленная собственность,
- Общественное управление,
- Гуманитарные науки,
- Международная торговля,
- Исследования культуры англоязычных стран,
- Исследования культуры англоязычных стран — английский.

Стоимость обучения в рамках программы бакалавра и магистра в настоящее время составляет 55 000 крон/год на дневном обучении, 48 000 крон/год на заочном.
Вступительные экзамены проходят в форме собеседования, однако, на факультеты, которые преподаются на английском языке, необходимо сдать тест в университете на знание языке, также принимаются следующие сертификаты с оценками A, B, C: TOEFL, TOEIC, FCE, CAE, CPE.